# Pantalla roja de la muerte

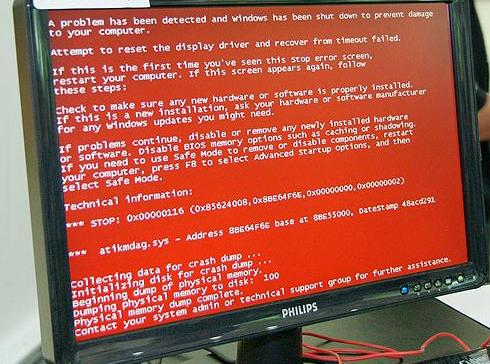
La pantalla roja en Windows Vista.

La pantalla roja de la muerte (Red Screen of Death, abreviado RSoD o pantalla roja) es un mensaje de error que existe en algunas versiones de Windows y en otras plataformas, esta pantalla aparece debido a fallos en páginas y para prevenir daños a las máquina. 

## Windows

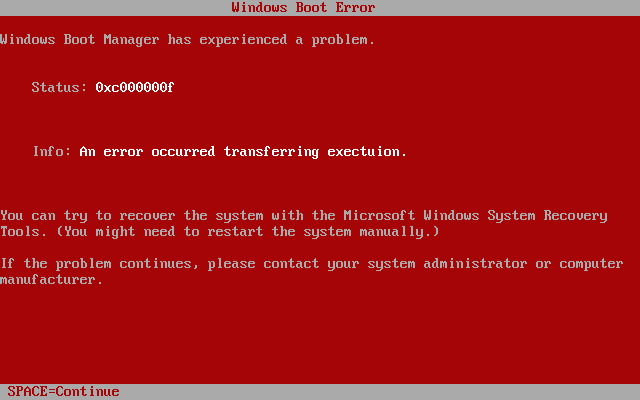
"Pantalla roja de la muerte" como se ve en algunas versiones tempranas de Windows "Longhorn", específicamente en la compilación 5048. La ortografía exectuion en lugar de execution se reproduce tal como se mostraba originalmente.

El mensaje existe en el sistema operativo Windows Vista desde su versión beta Longhorn, y es más crítico que el pantallazo azul[cita requerida].
 Se introdujo en la versión Beta 1 (Build 5112) de Windows Vista para todos los errores salvo los del gestor de arranque.
También se puede encontrar, rara vez, en las versiones beta de Windows 98, incluso cuando era conocido en nombre clave "Memphis".
Una herramienta está disponible para cambiar el color de BSOD a otros colores, como: rojo, verde, entre otros, disponible para Windows 9x, Windows NT y Windows XP en system.ini.
En Windows 7 y versiones posteriores no se usa de forma predeterminada y solo se puede acceder a ella mediante códigos.
La pantalla roja de la muerte aparece en ordenadores con sistema operativo Windows 10 y anteriores en cualquier situación.

## Bloqueos
Al aparecer la pantalla, no se iniciará una cuenta atrás ni nada similar, pero sí dejará el ordenador inutilizado durante un tiempo. El teclado y el ratón quedarán inutilizados, la causa más común se debe a un error en la instalación de algunos drivers o a un conflicto de programas mientras Windows arranca.

Puede aparecer cuando estamos arrancando el ordenador, cuando estamos actualizando el sistema operativo, cuando ponemos la contraseña de usuario, mientras estamos jugando o incluso cuando no estamos haciendo absolutamente nada con el ordenador. No hay una situación concreta en la que es más probable que aparezca, sin embargo, es perfectamente conocido que este tipo de pantallazo aparece cuando se produce un error de hardware, especialmente cuando hacemos overclocking en nuestro ordenador.

## Causas de aparición
Los problemas de hardware no son la única razón de la aparición de la pantalla, existen otros motivos como drivers obsoletos, controladores incompatibles o algún tipo de problema con la BIOS. Es relativamente habitual que este tipo de problemas se den por fallos del controlador de gráficos, o porque alguna aplicación instale archivos incorrectos que provoquen este tipo de conflictos.

## Otras plataformas
- Atari Jaguar: cuando hay un error al cargar un cartucho, el fondo negro sobre el que se muestra el clásico logotipo rojo de Jaguar se convierte en fondo rojo, dejando casi invisible el logotipo.[4]

- Nintendo DS: al sufrir un error fatal o cargar aplicaciones (Especialmente emuladores) no admitidas por la consola.[5]

- Nintendo GameCube: al sufrir un error fatal.[6]

- PlayStation 2: si hay un error de formato de disco, que dice "Por favor, inserte un disco de formato PlayStation o PlayStation 2". Se acompaña de un sonido similar a la del navegador, pero más tenso y aterrador. Probablemente este sea la Pantalla Roja más conocida del mundo.[7]

- PlayStation 3: si la consola detecta un error grave, al iniciar la consola o haciendo unos ajustes que provoca la consola cuando se completan ajustes (por ejemplo de audio) y que al cerrar el proceso de ajustes de audio el sistema PS 3 no efectúe los cambios hechos y que provoque esto.[8]

- Simuladores de vuelo sofisticados, como los de Flight Safety International: cuando a un piloto se le bloquea la aeronave, cada pantalla en la cabina del piloto se convierte en rojo.
- Guru Meditation hace referencia a la pantalla mostrada por versiones anteriores de Commodore Amiga cuando ocurría un error grave del sistema. Es un error análogo a la Pantalla azul de la muerte conocida a menudo como "BSOD" (Blue Screen of Death), en sistemas operativos Microsoft Windows